# Ibiza Sant Rafel Fútbol Club
El Club de Fútbol Sant Rafel es un club de fútbol de España de la población de San Rafael de Sa Creu en la isla de Ibiza (Islas Baleares). Fue fundado en 1968 y actualmente juega en la Liga Regional Preferente de Ibiza-Formentera.

## Historia
En la temporada 2008/09 quedó campeón del Grupo de Ibiza-Formentera de Primera Regional Preferente, lo que le valió para disputar la promoción de ascenso a Tercera División en la que eliminó en la primera eliminatoria al Margaritense y donde cayó en la segunda y definitiva ante el Llosetense. Sin embargo, consiguió el ascenso al ser repescado tras los ascensos del Sporting Mahonés y Mallorca "B" a Segunda División "B".
| Temporada | División | Posición |
| --------- | -------- | -------- |
| 2002/03   | 3.ª      | 20º      |
| 2003/09   | Regional |          |
| 2009/10   | 3.ª      | 9.º      |
| 2010/11   | 3.ª      | 8º       |
| 2011/12   | 3.ª      | 5º       |
| 2012/13   | 3.ª      | 7º       |
| 2013/14   | 3.ª      | 16º      |
| 2014/15   | 3.ª      | 10º      |
| 2015/16   | 3.ª      | 11º      |
| 2016/17   | 3.ª      | 6º       |
| 2017/18   | 3.ª      | 13º      |
| 2018/19   | 3.ª      | 9.º      |
| 2019/20   | 3.ª      | 9.º      |
| 2020/21   | 3.ª      | ?º       |
| 2021/22   | 3.ª      | ?º       |
| 2022/23   | Regional | 16       |
| 2023/24   | Regional |          |

## Palmarés
- Campeón de Regional Preferente de Ibiza-Formentera: 1 2008-09.

## Organigrama deportivo

### Plantilla y cuerpo técnico 2020-21
- Los equipos españoles están limitados a tener en la plantilla un máximo de tres jugadores sin pasaporte de la Unión Europea. La lista incluye solo la principal nacionalidad de cada jugador.

- Como exigen las normas de la RFEF desde la temporada 2019-20 en 2.ªB y desde la 2020-21 para 3.ª, los jugadores de la primera plantilla deberán llevar los dorsales del 1 al 22, reservándose los números 1 y 13 para los porteros y el 25 para un eventual tercer portero. Los dorsales 23, 24 y del 26 en adelante serán para los futbolistas del filial, y también serán fijos y nominales.[1]
- En 1.ª y 2.ª desde la temporada 1995-96 los jugadores con dorsales superiores al 25 son, a todos los efectos, jugadores del filial y como tales, podrán compaginar partidos con el primer y segundo equipo. Como exigen las normas de la LFP, los jugadores de la primera plantilla deberán llevar los dorsales del 1 al 25. Del 26 en adelante serán jugadores del equipo filial.
- Los equipos españoles están limitados a tener en la plantilla un máximo de tres jugadores sin pasaporte de la Unión Europea. La lista incluye solo la principal nacionalidad de cada jugador. Algunos de los jugadores no europeos tienen doble nacionalidad de algún país de la UE:
  - Karim el Kounni posee la doble nacionalidad marroquí y española.

```
LEYENDA
 
* 
Canterano
: 
 
* 
Pasaporte europeo
: 
 
* 
Extracomunitario sin restricción
: 

* Extracomunitario: 
 
* 
Formación
: 

* Cedido al club: 

* Cedido a otro club: 
```

## Entrenadores

### Cronología de los entrenadores
- José Arabí Serra (2000/05).
- Mario Ormaechea (2005/12).
- Vicente Román (2012/18).
- Juan Ibáñez Buti (2018).
- Vicente Román (2018/20).
- Miguel Carrilero González “Míchel” (2020)[2]
- Rafael Payán (2020/21).[3][4]
- Raúl Barroso Mora (2021 - Act.)[5]